# Bataille de Bergendal
Seconde guerre des Boers
Batailles
Raid Jameson (décembre 1895 - janvier 1896)
- Doornkop

Front ouest (octobre 1899 - juin 1900)
- Kraaipan
- Belmont
- Graspan
- Modder River
- Stormberg
- Magersfontein
- Kimberley
- Paardeberg
- Poplar Grove
- Driefontein
- Sand River
- Mafeking
- Doornkop
- Biddulphsberg
- Lindley
- Diamond Hill

Front est (octobre 1899 - août 1900)
- Talana Hill
- Elandslaagte
- Rietfontein
- Bataille de Ladysmith
- Colenso
- Spion Kop
- Vaal Krantz
- Siège de Ladysmith
- Libération de Ladysmith
- Bergendal

Raids et guérillas (mars 1900 - mai 1902)
- Sanna's Post
- Mostertshoek
- Jammerbergdrift
- Roodewal
- Bothaville
- Leliefontein
- Nooitgedacht
- Vlakfontein
- Groenkloof
- Elands River
- Bloedrivier Poort
- Bakenlaagte
- Groenkop
- Tweebosch
- Rooiwal

La bataille de Bergendal (ou bataille de Belfast ou bataille de Dalmanutha) fut une bataille de la seconde guerre des Boers. Elle se déroula du 21 au 27 août 1900 près de la ferme de Bergendal à proximité de Belfast. Ce fut la dernière bataille régulière de la guerre. Les 7 000 Boers étaient commandés par le général Louis Botha et les 19 000 Britanniques l'étaient par le général Sir Redvers Buller sous les ordres de Lord Roberts.

## Plans et positions
Avançant de Pretoria le long de la voie de chemin de fer, l'objectif des forces de Lord Roberts était d'occuper temporairement le siège du gouvernement du Transvaal à Machadodorp. Les forces de Buller en provenance du Natal, qui avaient fait jonction de 4 juillet les accompagnaient. Leur front les amena à la ferme de Bergendal où les ZARPs - la Zuid Afrikaansche Republiek Politie ou Police de la République sud-africaine - se trouvaient stationnées.
Roberts laissa la direction tactique de la bataille à Buller. Le plan britannique était d'envoyer Sir John French et sa cavalerie sur un mouvement de flanc vers le nord. Entretemps, le général major Neville Lyttelton attaquerait le centre des positions boers avec deux brigades.

« C'était une colline rouge près d'une ferme appelée Bergendal, une jungle de rochers fantastiques, éparpillés sur trois acres, et dont la force naturelle résidait dans sa faiblesse fatale au centre la ligne de défense de Botha. Telle une Spion Kop miniature, elle formait un saillant au centre de la ligne de front de 30 kilomètres de long de Botha. Et contrairement à Spion Kop, elle ne pouvait être prise par les côtés ou derrière, sous la maîtrise de la vue de Botha, mais constituant une cible pour l'artillerie de Buller. »

## Bataille
Il y eut plusieurs affrontements au cours de la bataille, mais le plus important se tint le 27 août, lorsque 74 hommes des forces de police de Johannesburg (ZARPs) subirent une attaque de 1 500 hommes du Inniskilling Fusiliers, du 1er bataillon du Devonshire Regiment et des Gordon Highlanders après un bombardement d'artillerie lourde. Malgré une défense tenace des ZARPs de la colline où ils s'étaient retranchés, ils furent défaits par les forces britanniques. Les ZARPs comptèrent 20 hommes tués et 19 prisonniers, dont le Commandant Oosthuizen. D'autres blessés furent emportés par les Boers. Les autres membres des ZARPs s'enfuirent et rejoignirent les autres Boers en retraite. Les pertes britanniques se montaient à 3 officiers morts et sept autres blessés, 12 morts parmi les soldats et une centaine de blessés.

## Après la bataille
À la suite de cette défaite, la ligne de défense boer fut brisée, et le 28 août, les troupes de Buller marchèrent sur Machadodorp. Le Gouvernement du Transvaal avait entretemps déménagé à Nelspruit. Quelques jours plus tard, le 1er septembre, Lord Roberts proclama l'ensemble du Transvaal territoire britannique.
Cependant, la capture de Machadodorp et la proclamation de Roberts ne mirent pas fin à la guerre. 30 000 Boers subsistaient dans l'État libre d'Orange et au Transvaal occidental. Bien que les Britanniques aient gagné la bataille, les forces de Botha restaient quasiment intactes. Les kommandos boers se dispersèrent vers Lydenburg et Barberton, et la phase suivante de la guerre - la guérilla - débuta. Roberts scinda son armée en 3 colonnes pour poursuivre les Boers dans le Grand Escarpement du Drakensberg, celle de Buller au nord, John French au centre et Ian Hamilton à l'est. De nombreux Boers, dont Fritz Joubert Duquesne, passèrent au Mozambique, dont certains revinrent peu après. Cette seconde phase durera plus longtemps que la première, une guerre conventionnelle, et la paix ne serait déclarée qu'en mai 1902.